# Condado de Yangshuo
Yangshuo (chinês tradicional: 陽朔縣, chinês simplificado: 阳朔县, pinyin: Yángshuò Xiàn) é um condado sob a jurisdição da cidade de Guilin, no nordeste da região autônoma Zhuang de Quancim, China. Cercado por  picos cársticos e pelo rio Li em um de seus lados, é facilmente acessível de ônibus ou de barco a partir das proximidades de Guilin. 

## História

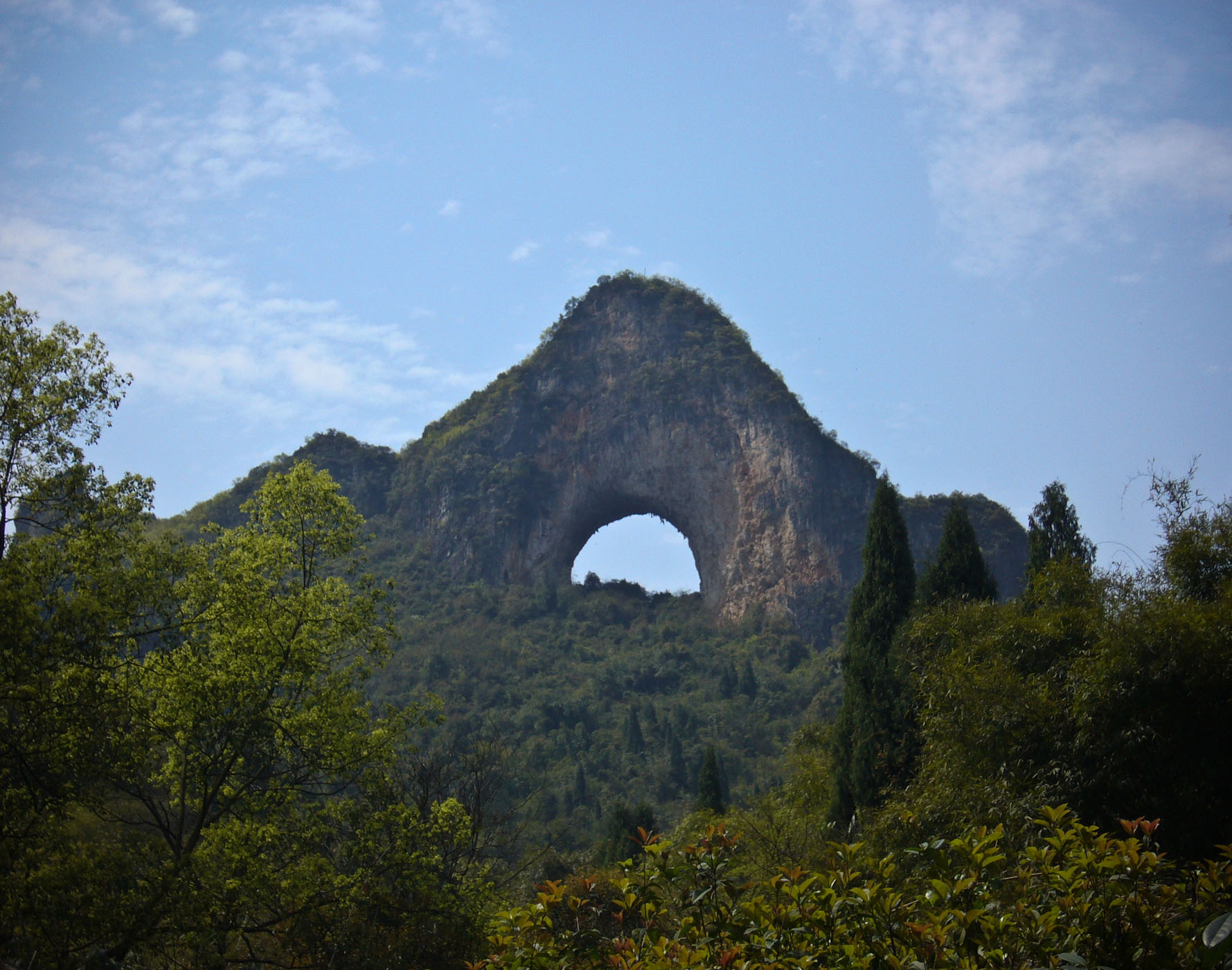
Vista da Colina da Lua

Na década de 1980, o condado tornou-se bastante popular entre mochileiros estrangeiros, o que deu início a uma série de excursões de turismo no final dos anos 90. Na época, os turistas domésticos representavam apenas uma pequena fração, mas passaram a superar em número os turistas estrangeiros a partir de 2005. Hoje, o condado é um destino turístico bastante frequentado por ambos. 
A história da Rua Oeste remonta há mais de 1400 anos. Como a rua é muito popular entre os habitantes locais e estrangeiros, os sinais são escritos em chinês e inglês. Devido ao número relativamente elevado de visitantes estrangeiros, muitos moradores falam um pouco de inglês, ao contrário da maioria das cidades chinesas do seu tamanho.
A região de Yangshuo possui vários locais para escalada, mais facilmente acessíveis por bicicleta, ônibus público ou táxi. O mais famoso desses locais é uma falésia chamada Morro da Lua. Outros penhascos dignos de nota são: Montanha Baixa, Portões Gêmeos, Bebê Sapo, o Ovo, Bosque de Bambu e Penhasco da Garrafa de Vinho. 

## Marcos
- Rio Li
- Colina da Lua
- Rio Yulong
- Gruta de Prata

## Cidades irmãs

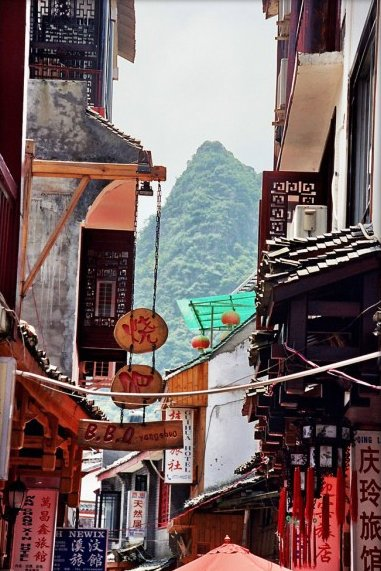
Rua de Yangshuo

Yangshuo é considerada uma cidade irmã das seguintes cidades e/ou regiões: 
| Cidade/Região                | País           | Desde |
| ---------------------------- | -------------- | ----- |
| Morehead, Kentucky           | Estados Unidos | 1994  |
| Rapid City, Dakota do Sul    | Estados Unidos | 2000  |
| Bled, Alta Carníola          | Eslovénia      | 2009  |
| Annecy-le-Vieux, Alta Saboia | França         | 2011  |